# René Vernier
Pour les articles homonymes, voir Vernier.
René Vernier, né le 9 juin 1925 à Douera (Algérie) et mort le 6 septembre 2017 à Vernéville (Moselle), est un footballeur et entraîneur français. Il jouait au poste de milieu de terrain.

## Biographie
L'année du Bac en 1942, René Vernier s'engage dans l'armée de l'air pour la durée de la guerre et rejoint les écoles de pilotage aux États-Unis où il est gradué pilote de chasse : diplômes anglais et américain.
Démobilisé en 1945, il entreprend des études d'Éducation physique et sportive au CREPS de Reims puis à Joinville la 2e année. Il joue « pour le sandwich du dimanche » dans l'équipe de Pathé Cinéma où on le remarque (Sélection de Paris) avant de signer son premier contrat au Stade Français où il met le pied à l'étrier dans le football professionnel.
En 1953, il rejoint l'AS Saint-Étienne, dans le cadre du transfert du Néerlandais Kees Rijvers au Stade Français. En 1957, il est transféré au Havre AC, où il prépare son diplôme d'entraîneur.
Titulaire du brevet 3e degré, il encadre pour le compte de la Fédération française de football des stages de formation aux Antilles et en Guyane dans les années 1960 puis à Vichy par la suite en marge de sa carrière sur les terrains.
À la retraite en 1990 à Madagascar, il se retire à la Réunion où il intègre un temps le staff des dirigeants de la JSSP (Jeunesse Sportive St Pierroise) et rentre définitivement en métropole en octobre 2003. Installé dans un village de Moselle où il vit entouré d'animaux, il fait partie des Anciens du FC Metz, assiste encore à de nombreux matches et s'intéresse tout particulièrement au Stade de Reims, ville où il a conservé des attaches.
Pour l'anecdote, ce sportif accompli fut champion du Maroc junior de saut en hauteur et aurait pu, s'il eût été plus grand, embrasser une carrière de basketteur, sport qu'il pratiqua durant son séjour aux États-Unis et dont il ramena, à sa démobilisation, des gestes techniques encore inconnus en France à cette époque.
Il meurt le 6 septembre 2017 à l'âge de 92 ans.

## Carrière

### Joueur
- 1948-1950 :  Stade français-Red Star
- 1950-1953 :  Stade Français
- 1953-1957 :  AS Saint-Étienne
- 1957-1958 :  Le Havre AC
- 1958-1959 :  AS Aix-en-Provence (entraîneur - joueur)

### Entraîneur
- 1958-1959 :  AS Aix-en-Provence (entraîneur - joueur)
- 1959-1960 :  AS Saint-Étienne
- 1960-1965 :  FC Gueugnon
- 1965-1968 :  FC Rouen
- 1968-1970 :  AS Aix-en-Provence
- 1970-1972 :  NA Hussein Dey
- 1972-1975 :  FC Metz
- 1976-1979 :  AS Aix-en-Provence
- 1979-1980 :  Stade de Reims
- 1983-1984 :  AS Beauvais

## Palmarès de joueur
- Champion de France en 1957 avec l'AS Saint-Étienne
- Champion de France de Division 2 en 1952 avec le Stade français
- Vainqueur du Challenge des Champions en 1957 avec l'AS Saint-Étienne
- Vainqueur de la Coupe Charles Drago en 1955 avec l'AS Saint-Étienne